# Der Snob
Der Snob ist eine Komödie in drei Aufzügen des Zyklus Aus dem bürgerlichen Heldenleben von Carl Sternheim. Sie folgt als zweiter Teil der Maske-Trilogie auf Die Hose.  Als dritter Teil folgt 1913. Das Theaterstück wurde 1914 unter Regie von Max Reinhardt uraufgeführt.

## Handlung
Sternheim verzeichnet den geplanten, rücksichtslosen Aufstieg eines neureichen Bürgers in der wilhelminischen Gesellschaft. Mit Hilfe seines abgehackten, telegrammähnlichen Stils verleiht er den Dialogen staccatohafte Geschwindigkeiten.
Mittelpunkt des Stücks ist Christian Maske (der Sohn des Protagonisten Theobald Maske aus der Hose und dessen Frau Luise). Nach wirtschaftlichem Aufstieg will er den gesellschaftlichen folgen lassen. Er bricht mit seiner Vergangenheit und strukturiert sein Leben um. Sybille Hull, die ihn unterstützte und ihm Manieren beibrachte, zahlt er aus und schickt sie fort. Ebenso werden die Eltern für die ihm gegenüber erbrachten Leistungen in seinen ersten 16 Lebensjahren entlohnt und nach Zürich geschickt. Den bankrotten Grafen Palen macht er sich zum Freund und heiratet dessen Tochter Marianne. Doch zur Hochzeit erscheint auch der inzwischen verwitwete Vater. Christian sieht sich durch die Gegenwart des einfachen Vaters bedroht, der das Interesse des Grafen auf sich zieht, da der Vater die Hochzeit zunächst missbilligt, denn er erkennt, dass beide unterschiedlichen Ständen angehören. Doch das drohende Unheil bleibt aus; der Vater findet Genugtuung in der erfolgreichen Karriere des Sohnes. Als vorerst letzten Streich dichtet Christian seiner Mutter einen Ehebruch an, um als illegitimer Sohn eines Pariser Vicomte und somit als Nachkomme eines französischen Adeligen auftreten zu können und endgültig aus dem Schatten der bürgerlichen Herkunft zu treten.
Christian lebt für seine Karriere. Sie soll ihn aus der Bürgerlichkeit heraus und hinein in den Kreis des Adels tragen. Menschliche Beziehungen pflegt er nur, um einen Nutzen aus ihnen zu ziehen. Doch Menschen sind komplizierter als buchhalterische Vorgänge, was er bemerkt, als sein Vater zur Hochzeit kommt.

## Verfilmungen
- 1986: Der Snob (Studioaufzeichnung)

## Hörspiele
- 1964: Der Snob – Regie: Rudolf Noelte (BR)